# Alcitrón
El alcitrón es un dulce cristalizado artesanal elaborado en la ciudad de Siguatepeque, Honduras. Aunque no se sabe el año exacto en el que el alcitrón comenzó a prepararse, fue la Sr. Amalia Cardoza quien llevó la receta de origen mexicano al municipio hondureño[cita requerida], y que en aquellos tiempos lo llamaban "acitrón", como se le conoce en la nación azteca. Cabe notar que entre el alcitrón elaborado en Honduras y el acitrón elaborado en México hay ligeras diferencias.

## Descripción
Chilacayote (cucurbita ficifolia) es la fruta que se utiliza para elaborar el alcitrón, aunque en Honduras es popularmente conocida como chiberro. Cucurbita ficifolia es una especie de enredaderas trepadoras de fruto comestible de la familia de las cucurbitáceas, cultivada a grandes alturas para el uso de su pulpa en la fabricación de dulces. Hoy se cultiva desde Argentina hasta el sur de Estados Unidos.

## Proceso de elaboración
La elaboración de este producto conlleva muchas horas de trabajo. La fruta se pela y corta en trozos pequeños que luego pasan a reposar en agua con cal de seis a siete horas. El proceso de reposo de la fruta en la cal es para que la corteza superficial se endurezca. Posteriormente se lava para quitar completamente el sabor a cal. Después va al fuego donde la cocinan de siete a nueve horas, y vierten agua, azúcar y miel. Algunos artesanos forran ligeramente de azúcar el alcitrón para conservar más tiempo el producto.

## Producción
La temporada de producción del chiberro es de octubre a mayo, por lo que en los meses siguientes se utiliza papaya o camote para preparar los alcitrónes.
- Datos: Q30899286